# Generalskegel
Der Generalskegel oder die General-Kegelschnecke (Conus generalis) ist eine Schnecke aus der Familie der Kegelschnecken (Gattung Conus), die im Indopazifik verbreitet ist und sich von Vielborstern insbesondere aus der Familie Eunicidae ernährt.

## Merkmale
Conus generalis trägt ein mittelgroßes bis großes, mäßig festes bis schweres Schneckenhaus, das bei ausgewachsenen Schnecken 5 bis 10 cm Länge erreicht. Der Körperumgang ist kegelförmig bis schmal kegelförmig, der Umriss gerade und lediglich unterhalb der Schulter wechselnd konkav. Die Schulter ist gewinkelt. Das Gewinde ist niedrig mit mittelhoch, sein Umriss tief konkav mit einem kegelartigen Apex aus den ersten 6 bis 10 Umgängen des Teleoconchs, die sich von dem ansonsten flachen Gewinde erheben. Der Protoconch hat dreieinhalb bis vier Umgänge und misst maximal 0,7 bis 0,8 mm. Die ersten 4 bis 5 Umgänge des Teleoconchs sind deutlich mit Tuberkeln besetzt, die auf den folgenden 1 bis 2,5 Umgängen verschwinden. Die Nahtrampen des Teleoconchs sind flach bis wechselnd konkav mit hinfälligen spiraligen Streifen. Der Körperumgang ist an der Basis mit in wechselnden Abständen spiralig verlaufenden feinen Rippen, doch vergeht die Skulpturierung bei großen Individuen.
Die Grundfarbe des Gehäuses ist weiß und ist im Indischen Ozean oft mit Orange bis Rot unterlegt. Der Körperumgang ist von der Basis bis zur Schulter oder deren Nahtrampe mit orangebraunen bis bräunlich-schwarzen, durchgehenden oder unterbrochenen axialen Streifen, Flammen oder Zickzacklinien überzogen. Jederseits der Mitte sind die axialen Zeichnungen mit einer wechselnd breiten, gelben, orangefarbenen, braunen oder schwarzen, meist durchgehenden spiraligen Bande überlagert, die bei einem Tier von hell bis dunkel variieren kann. Die Bande zur Basis hin ist gelegentlich, die Bande zum Apex hin selten in 2 oder 3 schmalere Banden unterteilt. Dazwischen verlaufende Banden in der Grundfarbe sind meist mit braunen oder schwarzen axialen Markierungen verwoben. Von der Basis bis zur Schulter erstrecken sich gepunktete und gestrichelte, manchmal durchgehende spiralige Linien, die in ihrer Anzahl variieren und gelegentlich dazwischen weiße Markierungen enthalten. Die Basis ist violett bis braun oder schwarz. Die Umgänge des Protoconchs sind rosa. Die Nahtrampen der ersten Umgänge des Teleoconchs sind ohne Flecken, an den späteren Umgängen mit orangefarbenen bis schwärzlich-braunen oder schwarzen radialen Markierungen. Es gibt sowohl stark gemusterte als auch nahezu einfarbige Schalen, wobei letztere vor dem westlichen Thailand, dem südlichen Indien und den Malediven einen fast fleckenlosen orangefarbenen bis rötlich-dunkelgelben Körperumgang und ein sehr spärlich geflecktes Gewinde haben. Das Innere der Gehäusemündung ist mit Ausnahme der Basis weiß bis bläulich-weiß.
Das dünne bis mäßig dicke, durchscheinende bis undurchsichtige, glatte oder mit feinen axialen Rippen überzogene Periostracum ist gelblich-braun bis dunkelgrau.
Der Fuß ist gelblich grau, seine Oberseite zudem mit braunem Waschmuster und weißen Punkten, die Randbereiche blassgelb, der Vorderabschnitt distal mit einem rötlich-braunen Mittelfleck und braunen Punkten vor dem Rostrum. Das Rostrum und die Fühler sind gelb, der Sipho blass gelblich-brau, proximal blasser mit weißen Punkten und einer Braunen Spitze.

## Verbreitung und Lebensraum
Conus generalis ist im gesamten Indopazifik vom Roten Meer und Tansania über Madagaskar, Maskarenen, Mauritius, die Malediven, Indien, Indonesien und die Philippinen bis nach Australien, Französisch-Polynesien und an die Ryūkyū-Inseln verbreitet. Er lebt in der Gezeitenzone und bis in Meerestiefen von etwa 50 m, an den Philippinen bis 240 m auf grobem Sand, schlammigem Sand und Korallgeröll oft unter toten Korallen.

## Ernährung
Die Beute von Conus generalis besteht aus Vielborstern insbesondere der Familie Eunicidae, die er mit seinen Radulazähnen sticht und mithilfe des Gifts aus der Giftdrüse immobilisiert. An der Nordostküste von Neuguinea fraß Conus generalis neben dem Euniciden Eunice australis auch Onuphis heterobranchiata aus der Familie Onuphidae, beides errante, hoch mobile, räuberische Polychaeten.